# Ricardo García Mira
Ricardo Antonio García Mira (La Coruña, 19 de agosto de 1956) es un Catedrático de psicología social y ambiental especializado en cambio climático. Fue diputado por La Coruña en el Congreso durante las XI y XII legislaturas.

## Biografía
Doctor en Psicología por la Universidad de Santiago de Compostela, es profesor de Psicología Social y Ambiental en la Universidad de La Coruña y profesor visitante de la Universidad de Bath. Es presidente de la International Association for People-Environment Studies. En diciembre de 2015 fue elegido diputado en el Congreso y reelegido en 2016.